# Кільцева вулиця (Чернігів)
Ву́лиця Кільцева — вулиця міста Чернігова. Одна з найдовших вулиць Чернігова. Починається від проспекту Миру і йде до вул. Шевченка.
Вулиця переважно забудована індивідуальними приватними будинками (район Олександрівка), дачними будинками та п'яти- і дев'ятиповерховими житловими будинками.

## Історія вулиці

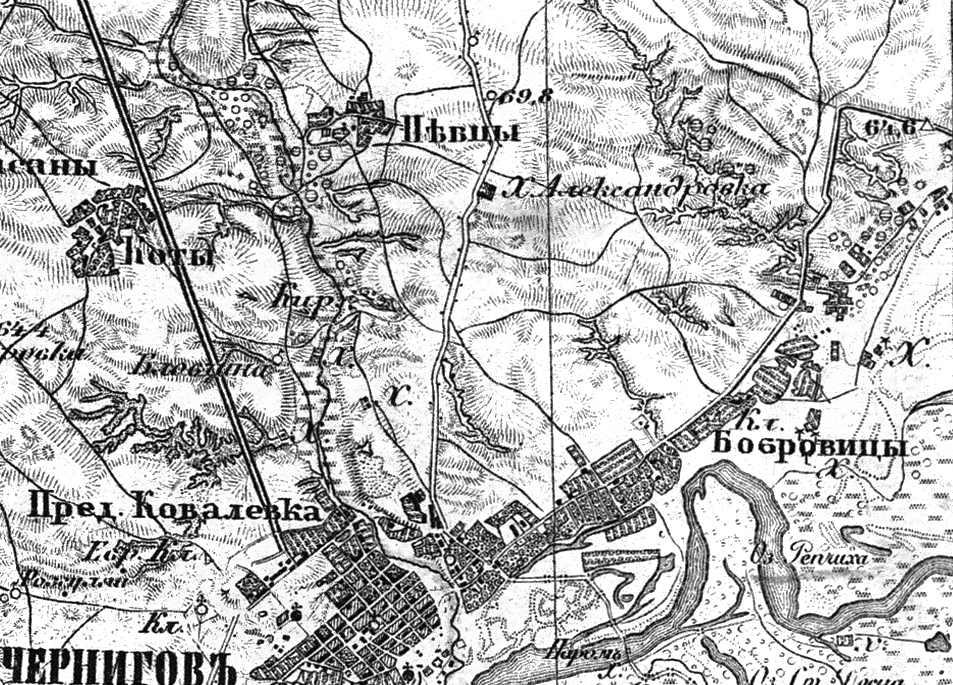
Околиці Чернігова на карті 1846 року. З правої сторони — місце сучасної Кільцевої вулиці.

До другої половини ХХ ст. вулиці не було зовсім. По шляху сучасної вулиці на військово-топографічній карті Ф. Шуберта 1846—1863 р. зображено рівчаки, північніше зображено шосе, яке проходить перпендикулярно сучасній вулиці Кільцева і є нинішньою вул. Першого Травня. На місці перетину сучасних вулиць Кільцева і 1-го Травня стоїть хутір Олександрівка, а північніше — село Півці.
У роки Великої Вітчизняної війни в Олександрівці знаходився табір для військовополонених.
Приблизно у середині XX ст. проклали асфальтовану дорогу і виникла Кільцева вулиця. Тоді вона була крайньою межею міста.
У 1973 р. село Бобровиця, а у 1989 р. села Півці і Олександрівку приєднали до міста, і таким чином Кільцева вулиця опинилась в межах міста.

## Сучасність
Нині вулиця поділяється на 4 основні частини. З півдня вона трохи забудована навчальними корпусами ЧВПУ, приватними хатами, а потім довго простягається під стінами військової бази. Друга частина вулиці — невеличкий відрізок на розі вул. Бєлова, на якому, з одного боку, розташовані висотні панельні будівлі, а з другого гіпермаркет «Епіцентр» (збудований у 2011 р.). Третя частина вулиці простягається всередині району Олександрівка і забудована приватними одно- двоповерховими будинками. Остання, четверта частина починається за мостом через річку Стрижень і забудована дачними кооперативами. У самому кінці вулиця переходить у проспект Миру, неподалік від Чернігівського Автобусного Заводу.
Вулиця стала важливішою у житті городян після відкриття торгового центру «Епіцентр» і супермаркету «Еко-маркет» у 2011 р. Відтоді маршрути автобусів № 30 і 33 подовжено по північній половині вулиці. Жителі північних околиць просп. Миру регулярно їздять до «Екомаркету» за відсутності подібного супермаркету в їх районі (відсутність перехресть по вул. Кільцева робить цю подорож майже миттєвою). А на автобусі № 30 до «Епіцентру» приїздять жителі всього Чернігова.
15 вересня 2016 року будівельна фірма ТОВ "Топаз" подала на засідання міської ради план забудови пустиря по вул. Кільцевій від перехрестя з вул. Багряного до вул. Балицького (від Епіцентру до «Запорожця» на стовпі). Депутати міськради затвердили це питання 28-ми голосами «за». Рішення привело до довгої дискусії між державною владою, місцевою громадою і підприємцями.
У червні 2017 року підприємства ТОВ «Топаз» та ТОВ «Форрест-3» попросили виконком міськради надати містобудівні умови на побудову 8 багатоповерхівок. Згідно затвердженого раніше плану забудови, планується зведення 10-ти та 16-ти поверхових будинків, приміщень для аптеки, магазина, дитячого садка.

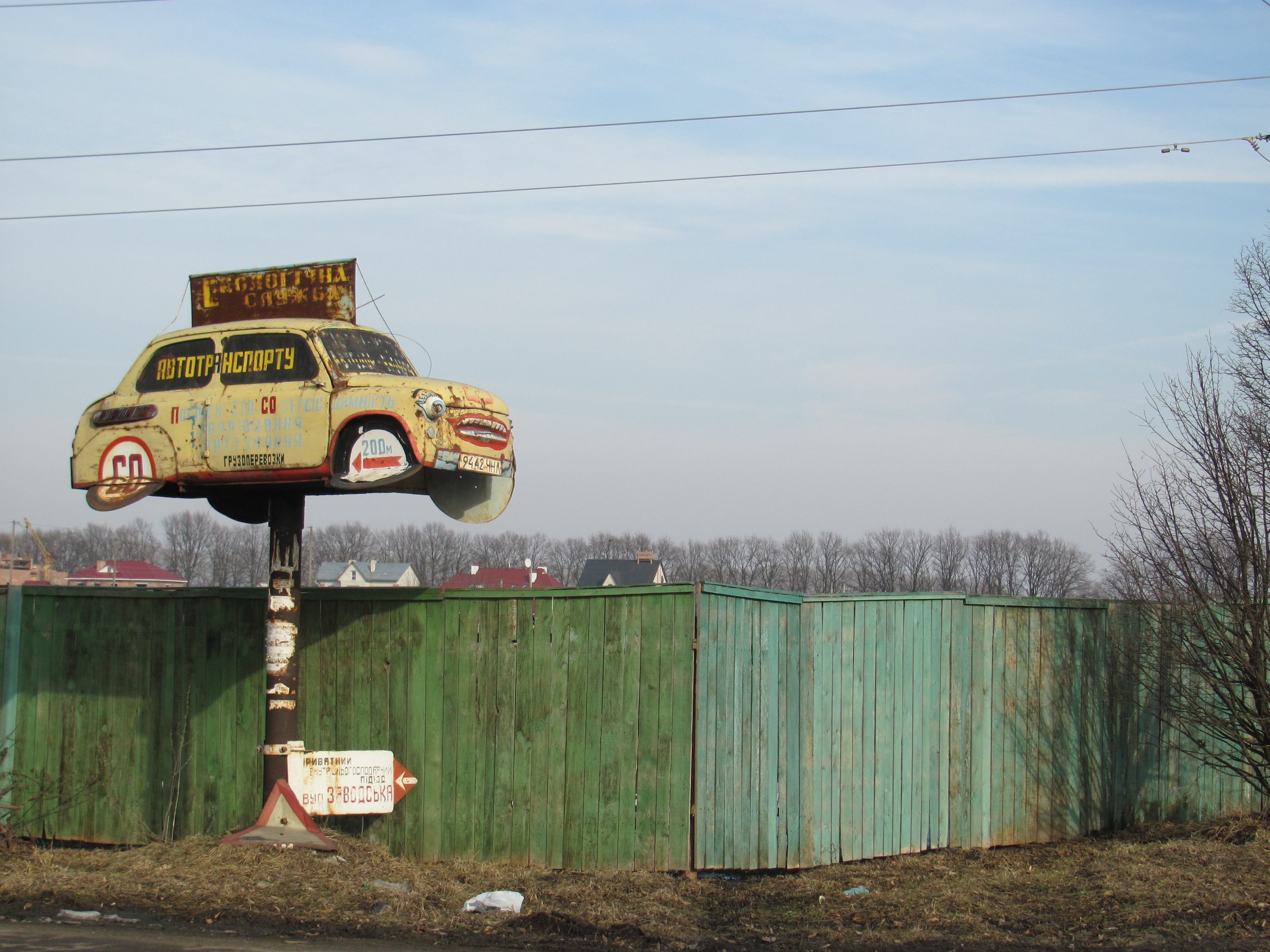
Колись - реклама, а тепер - місцева народна пам`ятка
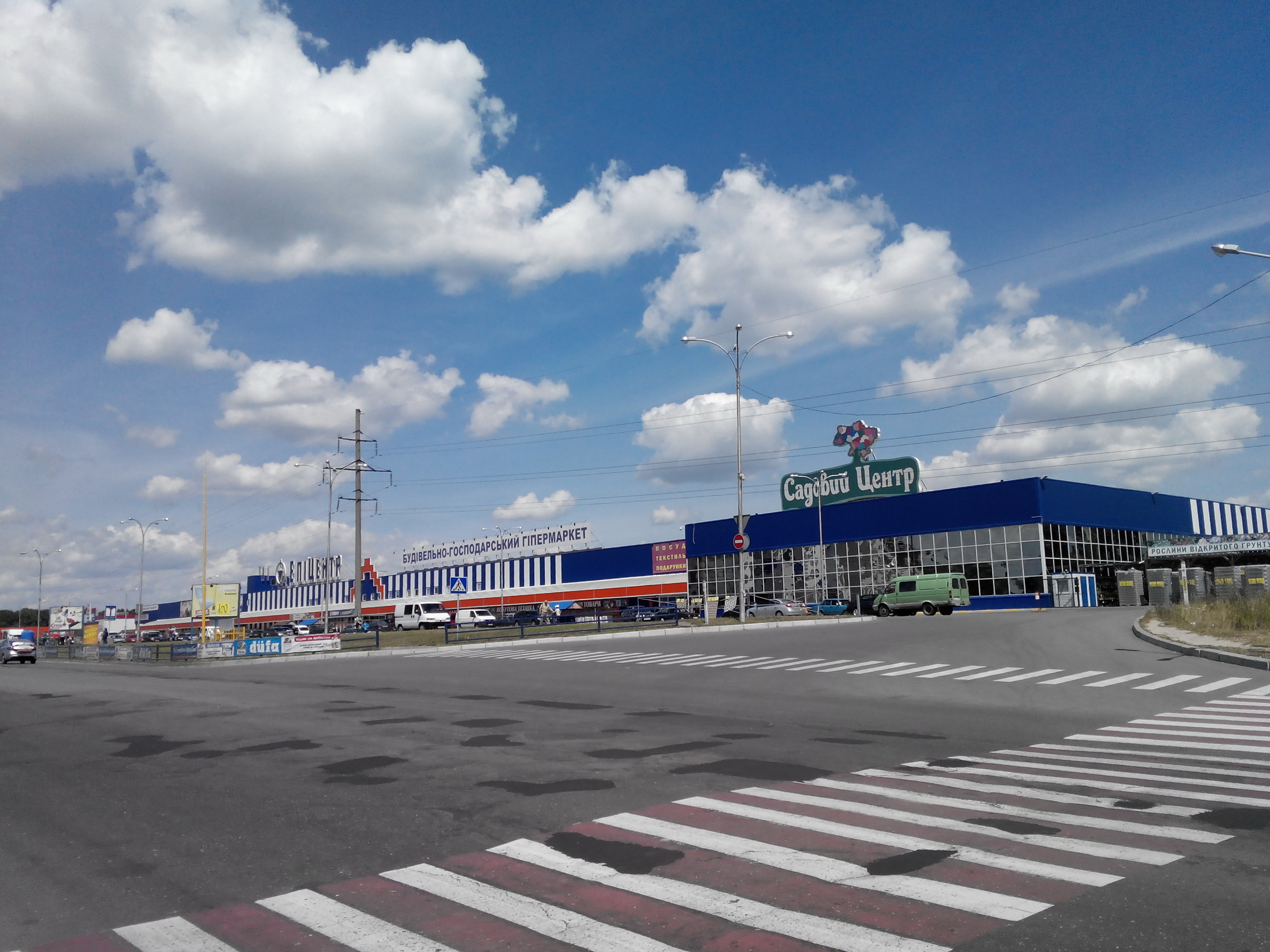
Епіцентр
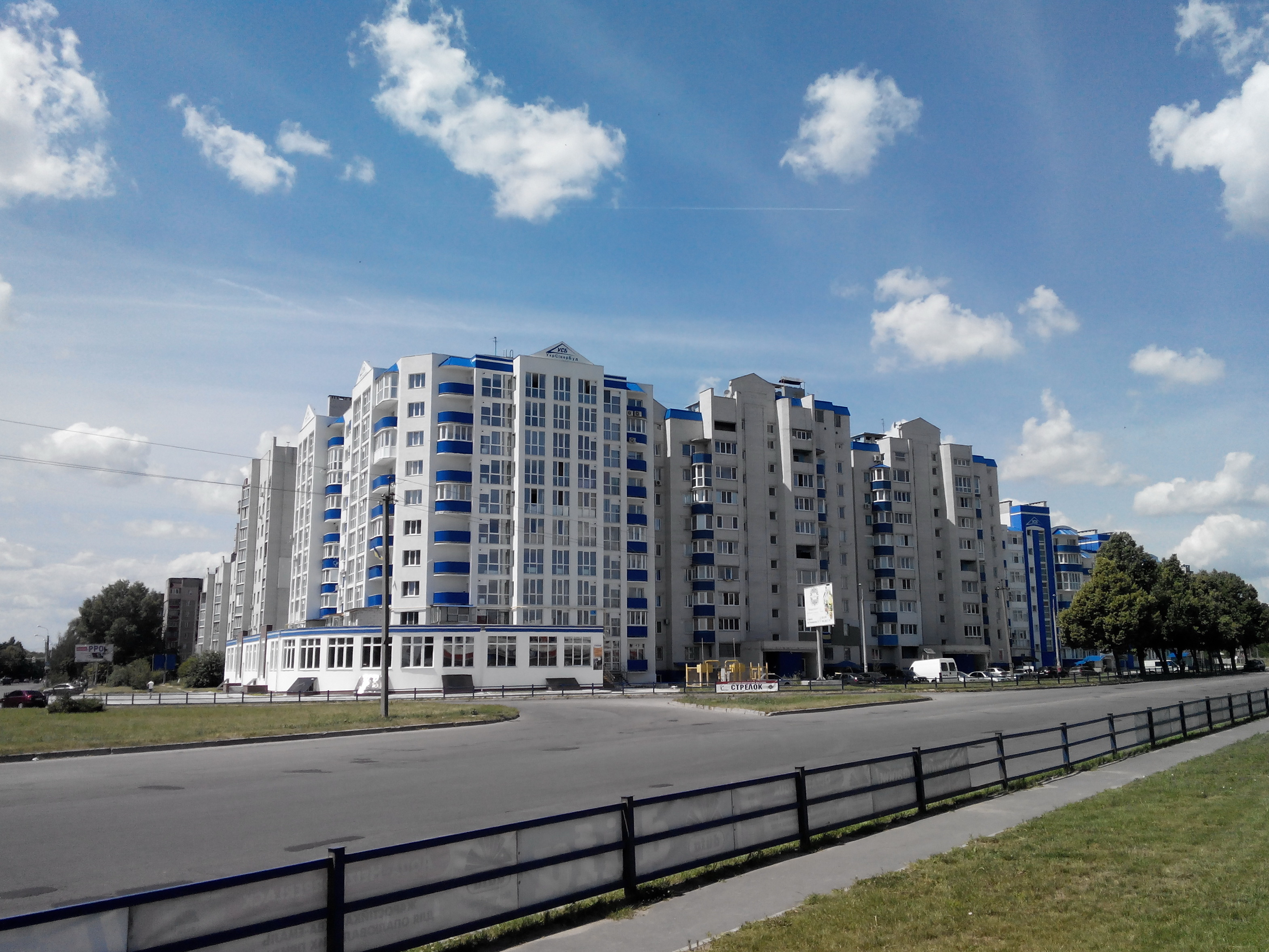
Новобудови на розі Бєлова і Кільцевої

Постраждала під час війни 2022 року. В Епіцентр влучили російські війська і він згорів.

## Список приміток
1. ↑  «Топазу» таки дали «добро». SVOBODA.FM. Архів оригіналу за 27 вересня 2016. Процитовано 14 червня 2017.
2. ↑  Квартал баготоповерхівок на Кільцевій обіцяють «Топаз» із «Форестом». SVOBODA.FM. Архів оригіналу за 10 червня 2017. Процитовано 14 червня 2017.
3. ↑  Вал, Високий. У районі вулиці Кільцевої збудують 8 багатоповерхівок. Val.ua. Архів оригіналу за 9 червня 2017. Процитовано 14 червня 2017.